# 青山凌大
青山 凌大（あおやま りょうた、2001年4月26日-）は日本の俳優、声優。
アミューズ所属。北海道苫小牧市出身。

## 略歴
2020年、第33回『ジュノン・スーパーボーイ・コンテスト』に母親の推薦で応募し、準グランプリを受賞。
2021年10月10日、『仮面ライダーリバイス』（テレビ朝日）第6話にゲスト出演し、俳優デビュー。同年10月期よるおびドラマ『差出人は、誰ですか?』（TBS）で連続ドラマに初めてレギュラー出演。
2023年7月21日、金曜ドラマ『トリリオンゲーム』（TBS）第2話にゲスト出演し、ゴールデンプライムタイムのテレビドラマ初出演。
2024年8月12日、連続テレビ小説『虎に翼』（NHK）第20週からヒロインの兄とヒロインの親友の間に生まれた長男・猪爪直人役でNHK朝ドラ初出演。

## 人物
- 趣味:ギター、ゲーム[1]
- 特技:アイススケート[1]

## 出演

### テレビドラマ
- 仮面ライダーリバイス 第6話（2021年10月10日、テレビ朝日） - 成瀬まさる 役
- 差出人は、誰ですか?（2022年10月11日 - 12月16日、TBS） - 相場颯 役
- 亀も、青春は短い（2023年4月17日、テレビ東京）[5]
- トリリオンゲーム 第2話（2023年7月21日、TBS） - 就活生 役
- 君となら恋をしてみても（2023年10月5日 - 11月3日、毎日放送）- 玉川唯人 役
- こういうのがいい（2023年10月30日 - 12月18日、朝日放送テレビ） - 伊藤寿哉 役[6]
- イップス 第7話（2024年5月24日、フジテレビ） - 倉科吹雪 役[7]
- 連続テレビ小説 虎に翼 第20週 - 最終週（2024年8月12日 - 9月26日、NHK） - 猪爪直人 役[4]
- 若草物語-恋する姉妹と恋せぬ私- 第5・6話（2024年10月10日 - 17日、日本テレビ） - 雅人 役
- あらばしり（2025年1月10日 - 3月28日、読売テレビ） - 村祐 役[8]
- 御上先生（2025年1月19日 - 3月23日、TBS） - 高梨晋太郎 役[9][10]

### 配信ドラマ・ショートドラマ
- 徒然ならざるモノローグ 第4話（2022年6月28日、YouTube） - 陸 役
- Made by U25 project 「我が癒しの純喫茶」篇（2022年9月30日、YouTube）[11]
- 君が好き.mp4（2023年5月29日、Abema）- ソウタ 役[12]
- Project CO-MUSIX 第一弾オムニバス作品「すべてがサヨナラになる」（2024年4月14日、TikTok）- 30年前の少年・和也 役
- REAL 恋愛殺人捜査班 第3・4話（2024年7月12・19日、FOD）- 吹奏楽部の部員・村雨大地 役[13]
- 漫画アプリGANMA！PRショートドラマ「誰かに捧げる男前」- ミツキ役

### 映画
- Amuse Presents SUPER HANDSOME LIVE 2022 “ROCK YOU! ROCK ME!!”（2023年5月19日公開、ライブ・ビューイング / 松竹）[14]

### 舞台
- アイスショー「氷艶hyoen 2025-鏡紋の夜叉-」（2025年7月5 - 7日、横浜アリーナ）[15]

### CM
- 河合塾／河合塾マナビス「大学入学共通テストトライアル」（2022年）
- 日本コカ・コーラ「爽健美茶」（2023年）[16]
- ザ・キッス ペアジュエリーブランド「THE KISS」（2023年）[17]

### ミュージックビデオ
- Lym「cherie」（2024年）

### その他
- STATION IDOL LATCH!プロジェクト　(2021年- ) - 武庸裕哉 役[18]

## 作品

### キャラクターソング
- 辿り着けるまで（2022年7月13日）- EQUATIONS名義